# انتونیو مارتینس (بازیکن فوتبال، زاده ۱۹۹۰)
انتونیو مارتینس (انگلیسی: Antonio Martínez؛ زادهٔ ۷ مارس ۱۹۹۰) بازیکن فوتبال اهل اسپانیا است.
از باشگاه‌هایی که در آن بازی کرده‌است می‌توان به باشگاه فوتبال رئال مادرید سی، باشگاه فوتبال میراندس، باشگاه فوتبال رئال مادرید، باشگاه فوتبال نومانسیا، و باشگاه فوتبال رئال مادرید کاستیا اشاره کرد.